# Federico de Wurtemberg-Neuenstadt

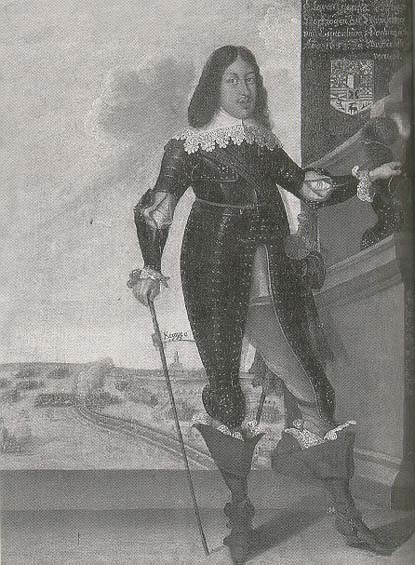
Grabado de Federico de Wurtemberg-Neuenstadt

Federico de Württemberg-Neuenstadt (19 de diciembre de 1615 en Stuttgart - 24 de marzo de 1682 en Neuenstadt am Kocher ) fue duque de Württemberg y fundador de la segunda rama del ducado de Württemberg-Neuenstadt .

## Biografía
Federico fue el tercer hijo de Juan Federico de Wurtemberg  y Barbara Sofía de Brandeburgo . Cuando su padre murió en 1628, su hermano mayor se convirtió en Everardo
III, duque de Württemberg .
Federico fue a la edad de 13 años a estudiar en Tubinga . En 1630 realizó una gran gira por Estrasburgo , Basilea y Montpellier, pero se interrumpió en Lyon debido a la fiebre severa.
En 1638, su hermano Everardo III de Wurtemberg recibió ciertas partes del ducado perdido de Württemberg por Fernando III, emperador del Sacro Imperio Romano, mientras Federico fue llevado al servicio de guerra. Después de la Paz de Westfalia , que condujo a la restauración completa de Württemberg , Everardo entró en una Comparación principesca , un acuerdo mutuo entre los hermanos ducales. El duque Everardo III dejó a su hermano Federico en posesión de Neuenstadt, Möckmühl y Weinsberg , aunque esto fue sin soberanía que permaneció con Eberhard.

## Descendencia
Federico restauró el castillo de Neuenstadt después de que sufriera daños en la Guerra de los Treinta Años y se instaló allí en 1652. El 7 de junio de 1653 se casó con Clara Augusta, hija de Augusto el Joven de Brunswick .
La pareja tuvo 12 hijos:
- Federico Augusto (1654–1716)
- Ulrico (1655-1655)
- Everardo (1656–1656)
- Albreto (1657–1670)
- Sofía Dorotea (1658–1681)
- Fernando Guillermo (1659–1701)
- Antonio Ulrico (1661–1680)
- Barbara Augusta (1663–1664)
- Leonor Carlota (1664–1666)
- Cristóbal (1666)
- Carlos Rodolfo (1667–1742)
- Ana Leonor (1669–1670)

El duque Federico murió después de una larga enfermedad el 24 de marzo de 1682 y fue enterrado en la iglesia de Neuenstadt. Fue sucedido por su hijo mayor, Federico Augusto .